# Mediana d'edat
La mediana d'edat és una mesura demogràfica que divideix la població d'un país en dos grups de la mateixa grandària; és a dir, la meitat de la població és més jove (d'edat inferior a la mediana) i l'altra meitat és més vella (d'edat superior a la mediana). És una estadística que resumeix la distribució de l'edat de la població.
Avui, la mediana d'edat a escala mundial és 27,6 anys. En països com ara Uganda, la mediana d'edat és de prop de 15; en d'altres, principalment d'Europa, és 40 o més.